# 千葉都市モノレール1号線

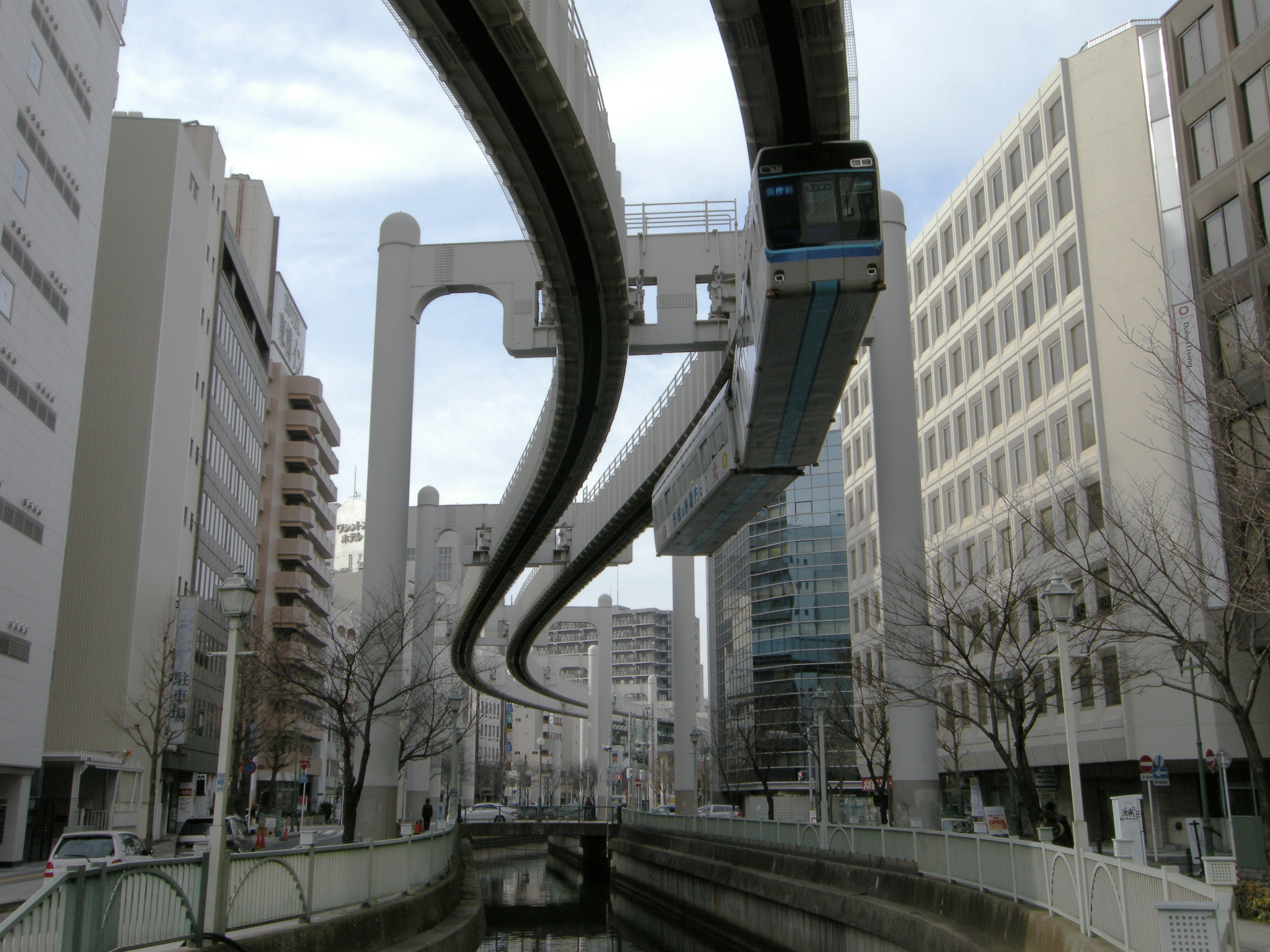
栄町駅 - 葭川公園駅間を走行する電車

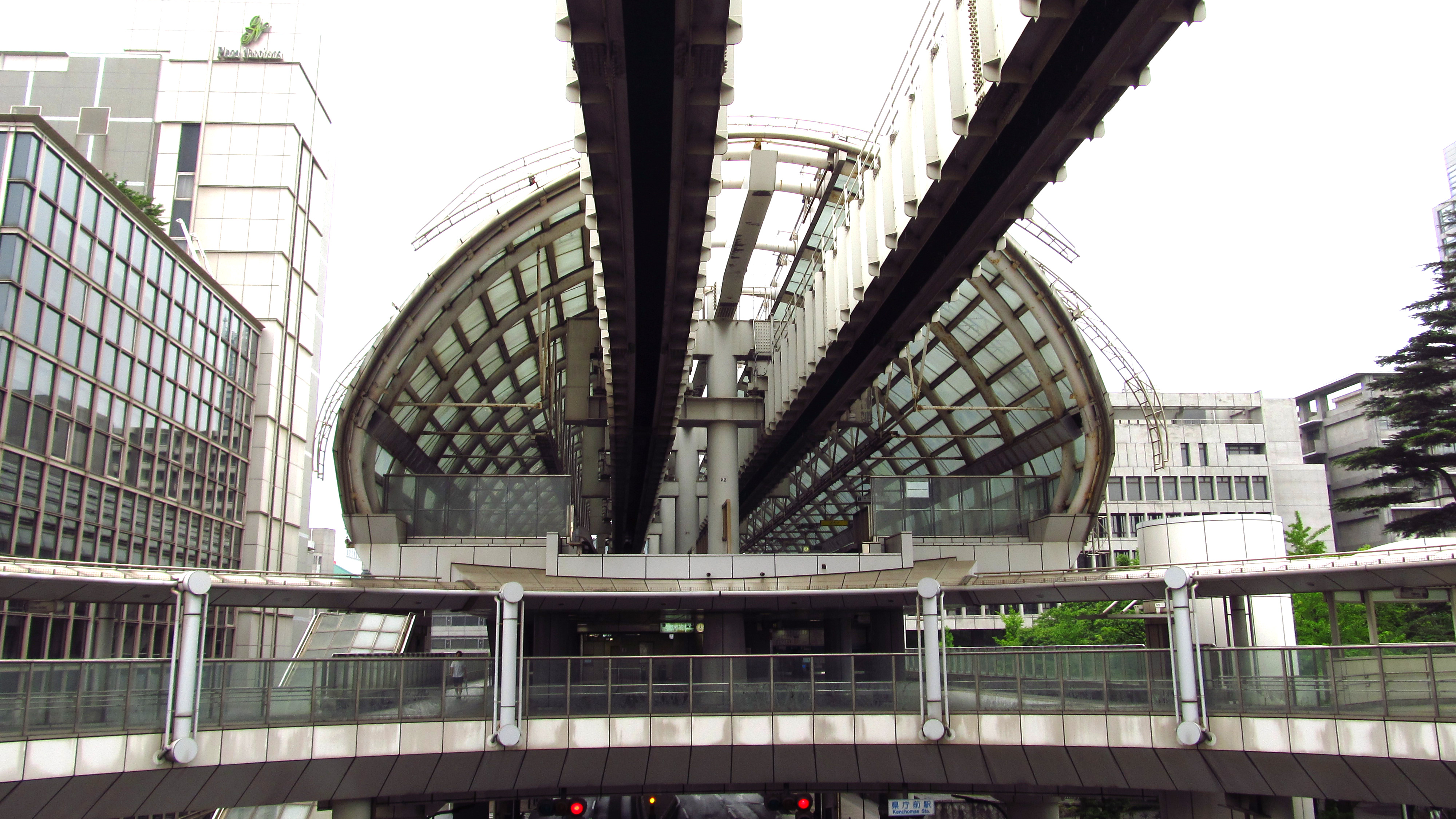
県庁前駅

1号線（いちごうせん）は、千葉みなと駅から県庁前駅までを結ぶ千葉都市モノレールのモノレール路線である。全線が千葉県千葉市中央区内を走行する。

## 路線概要

### 路線データ
- 路線距離（営業キロ）：3.2 km [1][2]
- 方式：懸垂式モノレール（三菱サフェージュ式）
- 駅数：6駅（起終点駅含む）[2]
- 複線区間：全線[1]
- 電気方式：直流1500 V[3][1]
- 閉塞方式：車内信号閉塞式
- 信号保安装置：CS-ATC
- 最高速度：45 km/h[5]

### 千葉みなと - 千葉間
千葉港と千葉市中心部を結ぶ。実質的には2号線の延伸線として機能しており、JR京葉線との連絡を担う。約半分の区間が東京湾岸の埋立地となっている。
1995年、1号線のうち最初に開業した区間で、当時は千葉みなと - 2号線千城台間で1つの運転系統となっていた。1999年に1号線の千葉 - 県庁前間が開通すると、1号線・2号線と路線ごとに運行系統が分けられた。このとき、本区間には1号線（県庁前方面）の列車のみが乗り入れ、2号線（千城台方面）も線内運転を基本とした上で、平日朝ラッシュ時間帯等の一部列車のみが本区間に乗り入れていた。
2002年12月に京葉線の快速列車が千葉みなと駅に終日停車するようになったのを機に、2号線の全ての列車（早朝・深夜の一部を除く）が本区間に乗り入れるようになり、2号線沿線から京葉線へ、乗り換えなしでのアクセス強化が図られた。2023年現在でも終日1・2号線両線の列車が乗り入れ、日中毎時9本での運転となっている。

### 千葉 - 県庁前間
千葉市最大の繁華街を経由して、千葉県庁のある県庁前駅へ向かう。沿線はオフィスビル・商業店舗・雑居ビルなどに囲まれているが、近隣の鉄道駅（千葉駅・千葉中央駅・本千葉駅）から離れていないエリアでもあり、利用客は少ない。
当初は日中毎時6本（10分間隔）での運転だったが、段階的に減便され、2022年現在は早朝を除き終日毎時4本（15分間隔）での運転となっている。特に朝ラッシュ時間帯の本数設定については変化が著しく、2002年頃まで平日朝の7時台には10本の運行があったが、大幅に減便され現在に至っている。

## 車両
- 1000形 : 1995年の開業時より
- 0形 : 2012年7月8日運行開始[6]

## 歴史
- 1995年（平成7年）8月1日：千葉みなと駅 - 千葉駅間開業[1]。2号線千葉駅 - 千城台駅間と直通運転開始。
- 1999年（平成11年）3月24日：千葉駅 - 県庁前駅間開業[1]。2号線と系統分離。
- 2002年（平成14年）12月1日：2号線との直通運転再開[7]。千葉駅 - 県庁前駅間で朝ラッシュ以外の時間帯の運転間隔を10分から12分に広げる。
- 2008年（平成20年）3月15日：千葉駅 - 県庁前駅間で終日15分間隔運転となる。
- 2019年（平成31年・令和元年）
  - 2月20日：駅ナンバリングの導入を発表。
  - 8月31日：千葉駅に当線初のホーム柵（固定柵）を設置[8]。

## 駅一覧
全駅千葉県千葉市中央区に所在。
駅員
○：終日配置。
×：終日無配置。
| 駅番号 | 駅名         | 駅間キロ (km) | 累計キロ (km) | 駅員 | 接続路線 |
| ------ | ------------ | ------------- | ------------- | ---- | --- |
| CM01   | 千葉みなと駅 | -             | 0.0           | ○    | 東日本旅客鉄道： 京葉線 (JE 17) |
| CM02   | 市役所前駅   | 0.7           | 0.7           | ×    | |
| CM03   | 千葉駅       | 0.8           | 1.5           | ○    | 千葉都市モノレール： 2号線（千城台駅まで直通運転） 東日本旅客鉄道： 総武線（快速）(JO 28)・ 総武線（各駅停車）(JB 39)・■ 総武本線・■ 成田線・■ 内房線・■ 外房線 京成電鉄： 千葉線（京成千葉駅: KS59） |
| CM16   | 栄町駅       | 0.5           | 2.0           | ×    | |
| CM17   | 葭川公園駅   | 0.5           | 2.5           | ×    | |
| CM18   | 県庁前駅     | 0.7           | 3.2           | ×    | |

## 延伸計画
本路線を県庁前から市立青葉病院前、さらには星久喜（ほしぐき）方面まで延伸する計画があり、2000年の運輸政策審議会答申第18号で答申されている。千葉市はかねてから市立青葉病院への足の確保が必要だとしているが、県は財政難を理由に出費を渋っており、さらに2004年3月に評価・助言委員会が「延伸は認められない」との結論を下した。
市と県との協議の結果、県庁前駅から先の延伸ルートを、当初の京成千原線千葉寺駅を経由する約3.6 kmのルートから距離が約2 kmと短い千葉大学亥鼻キャンパスを経由するルートに変更して延伸する方針が固まりつつあった。また、延伸については県庁前 - 市立青葉病院前駅（仮称）までとし、それ以上（星久喜方面）の延伸は行わないことが決まっていた。当初は2008年度に軌道事業特許取得、2009年度に着工し、2013年度の開業を目指すという予定だった。だが、延伸に反対の意見が以前から強く、2009年6月には公共事業の見直しを公約に掲げた熊谷俊人が千葉市長に当選した後、現地を視察して現地字自治会等関係者と懇談した結果、延伸計画の地質調査の予算執行を中止し、財政や都市計画等の有識者による検討会を立ち上げる方針を示して事実上延伸計画を凍結した。
2017年、財政健全化を果たしたとして千葉市は公共事業の見直しなどを宣言した脱・財政危機宣言を解除し、県庁前駅 - 青葉病院駅（仮称）、穴川駅 - 稲毛海岸駅ルートでのモノレール延伸を再検討することを明らかにし平成30年度予算への予算要求が行われた。
2019年9月4日、千葉市は病院ルート（県庁前駅 - 青葉病院駅間）について再検証の結果、延伸計画を廃止し、稲毛ルート（穴川駅 - 稲毛海岸駅間）もモノレールの導入を行わないと決定したことを発表した。
県庁前駅からの東進は、当初は都川上空に軌道を造る予定だった。しかし当時の建設省が、インフラ補助はできないとして難色を示し、千葉大学ルートに変更して星久喜方面への延伸を試みるも千葉大学が反対し、また道幅が狭いこともあり延伸予定地は二転三転した。千葉大学ルートについては、当初は県庁前駅が大和橋上空になることを予定していた。市販の地図には予定ルートが書き込まれていたものもある。
一方、千葉みなとから幕張本郷駅までの延伸も設立当時は予定されていた。ルートは海浜大通りを経由、幕張新都心を通るものであったが、利用客数が予想以上に下回ったこと、京葉線の開業、当時の幕張新都心は当初構想通りの施設立地が進んでいなかったことにより、計画は白紙となった。